# Šachová novela
Šachová novela (v německém originále: Schachnovelle) je jeden z nejznámějších beletristických textů rakouského spisovatele Stefana Zweiga. Napsal ho roku 1941 v brazilském exilu, rok před svou sebevraždou. Novela vyšla v roce 1942, nejprve v portugalském překladu v Rio de Janeiro, ve stejném roce, již po smrti autora, vyšlo také první německé vydání v Buenos Aires, v nákladu pouhých 300 výtisků. Kniha bývá označována za psychologický thriller. Do knihy tohoto názvu bývají někdy zařazovány ještě další Zweigovy pozdní texty.

## Děj

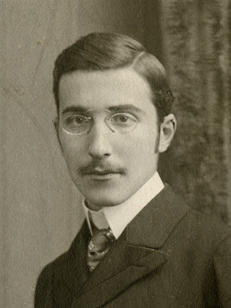
Stefan Zweig okolo roku 1900

Anonymní vypravěč začíná příběh popisem nástupu na palubu parníku jedoucího z New Yorku do Buenos Aires. Jedním z pasažérů je mistr světa v šachu Mirko Czentović - bývalé zázračné dítě se syndromem učence. Vypravěč hraje šachy se svou ženou v naději, že upoutá Czentovićovu pozornost a zapojí ho do partie. Zaujme tím obchodníka McConnora, který Czentovićovi nabídne, že mu zaplatí velkorysý honorář, když svolí ke hře. Ten nabídku přijme a sehraje partii proti celé skupině pasažérů (tzv. konzultační hra). První hru Czentović vyhraje, druhou málem vyhraje také, když tu do ní vstoupí záhadný pasažér Dr. B, který skupině poradí, jak takřka ztracenou hru zremizovat.
Dr. B. pak vypráví svůj příběh vypravěči. Byl právníkem, který spravoval majetek rakouské šlechty. Byl zatčen gestapem, které doufalo, že z doktora B. vytáhne informace, aby mohlo majetek rakouských monarchistů ukrást (rakouští monarchisté byli po anšlusu Rakouska pronásledováni). Gestapo drželo doktora B. uvězněného v hotelu, v naprosté izolaci. Zachoval si zdravý rozum tím, že ukradl knihu šachových partií starých mistrů, kterou se zcela naučil. Poté, co vstřebal každý jednotlivý pohyb v knize, začal hrát sám proti sobě a rozvinul schopnost rozdělit svou psychiku na dvě osoby. Trávil stále více času přecházením sem a tam po cele a v duchu hrál šachové partie. Toto chování se stávalo stále obsedantnějším, postupně ztrácel kontakt s realitou a docházelo u něj k rozdvojení osobnosti. V určitém okamžiku se nešťastnou náhodou zranil a byl převezen do nemocnice. Soucitný lékař, který znal jeho situaci, ho prohlásil za nepříčetného, čímž ho uchránil před dalším uvězněním nacisty. Lékař na něj nicméně naléhal, aby se do konce života vyhýbal šachům, které ho mohou znovu strhnout do spirály šílenství.
Pasažéři ovšem přesvědčí doktora B., aby hrál sám proti Czentovićovi. Dr. B. souhlasí, protože chce vědět, zda jeho šachové schopnosti byly skutečné, nebo šlo jen o sebeklam. Varuje však, že mu nesmí být dovoleno hrát druhou partii. Předvede ohromující schopnost představivosti a kombinačních schopností, hraje se zavřenýma očima a mistra světa takto skutečně porazí. Czentović navrhne odvetu. Doktor B. okamžitě souhlasí. Czentović ale vycítí, že dr. B. ztrácí půdu pod nohama a je stále neklidnější a dezorientovanější. Schválně protahuje provedení svých tahů, aby ho podráždil. Dr. B. je stále více rozrušený. Začne chodit po místnosti jako v transu a maniakálně nacvičuje imaginární zápasy sám se sebou. Vypravěč je zděšen, když vidí, jak se stará posedlost znovu vynořuje. Dr. B. nakonec vyhlásí šach svého střelce, který na šachovnici již není: ve své mysli hraje jinou hru, než je ta na šachovnici. Vypravěč naléhá na doktora B., aby okamžitě přestal hrát. Dr. B. se nechá přesvědčit a odstoupí ze hry. Všem přítomným se za své chování omluví.

## Adaptace
Československá televize Zweigovu novelu dvakrát adaptovala, poprvé v roce 1964 v režii Alfréda Radoka, který zvolil velmi zvláštní formu "televizní reportáže" ze šachového utkání (Šach mat). Podruhé stejnou látku zpracovala režisérka Miroslava Valová v roce 1980 (Královská hra). Zajímavostí je, že v obou inscenacích postavu Czentoviće ztvárnil Rudolf Hrušínský. Doktora B v prvém případě Josef Bek, ve druhém Luděk Munzar. Druhá z adaptací ovšem posunula Zweigův námět, když velmi vyšla vstříc nejobvyklejšímu výkladu Zweigova díla, že Czentović je symbolem fašismu. Scenárista Jiří Hubač tak z Czentoviće udělal přímo bývalého ustašovce, jenž byl přítelem gestapáků, kteří hlavního hrdinu mučili. Děj pak posunul daleko za druhou světovou válku. Zweigův text ale zobrazuje Czentoviće mnohem nejednoznačněji a nabízí širší možnosti výkladu. Šachovou novelu adaptovala i Slovenská televizia v roce 1999, s Martinem Hubou a Stano Dančiakem v hlavních rolích (Kráľovská hra). Existuje také řada zahraničních zpracování, k nejznámějším patří západoněmecká verze Schachnovelle z roku 1960, s Curdem Jürgensem v hlavní roli.